# Пам'ятник Володимиру Винниченку (Кропивницький)
Пам'ятник Володимиру Винниченку — перший у світі пам'ятник українському письменнику, громадському, політичному і державному діячеві, першому керівнику українського уряду Володимирові Винниченку в місті Кропивницький було встановлено 17 вересня 2010 року

## Історія пам'ятника
Винниченко народився 26 липня 1880г. в селі Веселий Кут Єлисаветградського повіту на Херсонщині (сьогодні с. Григорівка Новоукраїнського району Кіровоградської області  в селянській родині. Отже, назавжди повернувся на батьківщину. 
Працювали над створенням пам'ятника львівський скульптор Володимир Цісарик та кіровоградський архітектор Віталій Кривенко
За словами автора ідеї встановлення пам'ятника, заслуженого архітектора України Віталія Кривенка, проект підтримала міська влада, були знайдені меценати, що профінансували створення пам'ятника. Зокрема, одним із основних меценатів став Євген Бахмач – відомий підприємець області, голова наглядової ради ПАТ «НВП «Радій» та Голова правління Кіровоградського обласного відділення Українського союзу промисловців і підприємців [Архівовано 10 листопада 2018 у Wayback Machine.].
```
"Поряд з роботами по встановленню пам'ятника була проведена і реконструкція площі між навчальними корпусами Кіровоградського державного педагогічного університету імені Володимира Винниченка", - зазначив Кривенко.
```

Вартість проекту — близько 780 тис. грн.

## Відкриття пам'ятника
У відкритті пам'ятника українському письменнику, громадському, політичному і державному діячеві, першому керівнику українського уряду Володимирові Винниченку взяли участь міський голова міста Кіровограда Володимир Пузаков, архітектор проекту — Заслужений архітектор України Віталій Кривенко, народні депутати Валерій Кальченко, Володимир Яворівський, Юрій Литвин, Євген Бахмач а також віце-спікер Верховної Ради Микола Томенко, скульптор, автор пам'ятника Володимир Цісарик, один із засновників компанії «ПікАрт» Ігор Чуба.
Під час виступу на урочистостях, Микола Томенко зазначив, що його Фонд теж долучився до будівництва пам'ятника визначному українському державному, перерахувавши на це кошти. 
```
«Важко уявити Україну початку ХХ століття без громадського діяча Винниченка, без політика Винниченка і, передовсім, без письменника Винниченка», — наголосив Віце-спікер парламенту.  Володимир  Винниченко  був одним із співавторів практично всіх чотирьох Універсалів Центральної Ради, що проголосила Українську Народну Республіку, та першим керівником українського уряду. М.Томенко нагадав, що свого часу Михайло Коцюбинський писав про моду на Винниченка наступне: «Кого у нас читають? Винниченка. Про кого скрізь йдуть розмови, як тільки річ торкається літератури? Про Винниченка. Кого купують? Знов Винниченка».
```

## Опис
Пам'ятник встановили на відреставрованій площі між корпусами Кіровоградського державного педагогічного університету, який носить ім'я В.Винниченка.
Висота бронзового монументу — 3,65 м. Постамент і сходи до нього виконані з граніту. Гінкий зріст, артистична постава Володимира Виниченка свідчать, що йому пасує бути увічненим у бронзі. Стоїть Володимир Винниченко на високому п'єдесталі посеред невеликого затишного майдану між двома корпусами педагогічного університету задуманий і замислений, яким і належить бути нині вірному синові України.